# Фрейд, Джилл
Джилл Фрейд (англ. Jill Freud), известная также под псевдонимом Джилл Рэймонд (англ. Jill Raymond; настоящее имя Джун Беатрис Флюэтт, англ. June Beatrice Freud; род. 22 июня 1927, Лондон) — английская актриса и театральный деятель. Жена политика Клемента Фрейда (внука Зигмунда Фрейда).
Дочь Генри Уолтера Флюэтта (1892—1970), преподавателя древних языков в лондонских гимназиях. Получила католическое воспитание. В 1939 году вместе с двумя сёстрами была эвакуирована из Лондона, подвергавшегося бомбёжкам, и поселилась в Оксфорде, в 1943 г. попав в качестве домоуправительницы в дом Клайва Стейплза Льюиса (религиозные труды Льюиса были к этому времени её постоянным чтением, но только через две недели после начала работы девушка поняла, что имеет дело со своим любимым автором, поскольку в повседневной жизни Льюис пользовался именем Джек). В дальнейшем Джун Флюэтт связывала с Льюисом многолетняя дружба. Некоторые источники называют Флюэтт прототипом Джил Поул из «Хроник Нарнии», другие видят в ней прототипа Люси Певенси.
В 1945 году поступила в Королевскую академию драматического искусства. Играла в лондонских театрах под сценическим именем Джилл Рэймонд, в 1947 г. дебютировала в кино (в фильме «Женщина в прихожей» режиссёра Джека Ли), в дальнейшем снималась преимущественно на телевидении. В 1980 г. открыла собственную театральную компанию в Суффолке.
С 1950 г. замужем за Клементом Фрейдом, мать пятерых детей (один из них приёмный). Участвовала в избирательной кампании своего мужа в 1973 году, когда он стал депутатом Британского парламента. Дочь Фрейдов Эмма Фрейд, теле- и радиоведущая, замужем за кинорежиссёром Ричардом Кёртисом, снявшим свою тёщу в эпизодической роли Пэт, домоправительницы премьер-министра, в кинофильме «Реальная любовь» (2003).